# Astrolabio carolingio
L'astrolabio carolingio è considerato il più antico astrolabio con caratteri carolingi che si sia conservato nell'Occidente cristiano. Il ricercatore francese Marcel Destombes acquistò l'astrolabio e lo lasciò in eredità all'Istituto del mondo arabo di Parigi nel 1983.
Una replica dello strumento è conservata all'Accademia delle Scienze di Barcellona.
L'origine e persino l'autenticità dello strumento sono state a lungo dibattute tra gli esperti; il consenso attuale è che l'astrolabio sia autentico, risalga al X secolo circa, e sia stato costruito o in Spagna o in Italia.

## Descrizione
Questo astrolabio presenta alcune caratteristiche insolite. Tutti i caratteri incisi sono in latino, e questo fatto ha fatto pensare agli studiosi che lo strumento sia stato realizzato nell'Europa cristiana. I puntatori del suo «ragno» indicano diciotto stelle: dieci stelle boreali e otto stelle australi (cioè situate sotto l'equatore). Undici di esse corrispondono alla data del 980. I nomi delle stelle non sono incisi sull'ottone. Le parole ROMA e FRANCIA sono incise in caratteri latini in uno dei timpani. Queste lettere sono accompagnate dai numeri 41-30 (in cifre arabe). I caratteri sono identici a quelli utilizzati alla fine del X secolo nei manoscritti latini catalani; la Catalogna in quel momento una marca della Francia carolingia, e questo spiegherebbe la presenza della parola FRANCIA. Le cifre esprimono in gradi e minuti: 41° 30′, che corrispondono esattamente alla latitudine di Barcellona e di Roma.
Il fatto di aver inciso la data 980 e la latitudine di Barcellona (41;30), il cui arcidiacono in quelle date era Sunifred Llobet, cui si attribuisce la paternità del manoscritto del manoscritto Ripoll 225, che contiene la descrizione di un astrolabio, ha portato gli studiosi ad attribuire la paternità dell'astrolabio a questo famoso astronomo, noto anche con il nome di Lupitus Barchinonensis.

## Dati
- Luogo di produzione: Barcellona, Principato di Catalogna oppure Italia (Roma o Sicilia)
- Data / periodo: anno 980 circa
- Materiale e tecnica: ottone decorato con inciso
- Dimensioni: 15,2 cm di diametro
- Conservazione (città): Parigi
- Conservazione (luogo): lasciato in eredità da Marcel Destombes al Musée dell'Institut du Monde Arabe (Parigi)
- Numero di inventario: AY 86-31